# Olympische Jugend-Sommerspiele 2010/Tennis
Bei den Olympischen Jugend-Sommerspielen 2010 wurden vom 15. bis 21. August vier Wettbewerbe im Tennis ausgetragen. Die Wettkämpfe fanden im Kallang Tennis Centre statt.

## Jungen

### Einzel
| Platz | Land                    | Spieler              |
| ----- | ----------------------- | -------------------- |
| 1     | Kolumbien               | Juan Sebastián Gómez |
| 2     | Indien                  | Yuki Bhambri         |
| 3     | Bosnien und Herzegowina | Damir Džumhur        |
| 4     | Russland                | Wiktor Baluda        |
| 5     | Vereinigtes Königreich  | Oliver Golding       |
| 5     | Brasilien               | Tiago Fernandes      |
| 5     | Irland                  | John Morrissey       |
| 5     | Ungarn                  | Máté Zsiga           |

### Doppel
| Platz | Land                              | Spieler                         |
| ----- | --------------------------------- | ------------------------------- |
| 1     | Vereinigtes Königreich Tschechien | Oliver Golding Jiří Veselý      |
| 2     | Russland                          | Wiktor Baluda Michail Birjukow  |
| 3     | Slowakei                          | Filip Horanský Jozef Kovalík    |
| 4     | Paraguay Venezuela                | Diego Galeano Ricardo Rodríguez |
| 5     | Ungarn                            | Márton Fucsovics Máté Zsiga     |
| 5     | Ecuador                           | Diego Acosta Roberto Quiroz     |
| 5     | Bosnien und Herzegowina Kroatien  | Damir Džumhur Mate Pavić        |
| 5     | Brasilien Argentinien             | Tiago Fernandes Renzo Olivo     |

## Mädchen

### Einzel
| Platz | Land                | Spieler          |
| ----- | ------------------- | ---------------- |
| 1     | Russland            | Darja Gawrilowa  |
| 2     | Volksrepublik China | Zheng Saisai     |
| 3     | Slowakei            | Jana Čepelová    |
| 4     | Ungarn              | Tímea Babos      |
| 5     | Volksrepublik China | Tang Haochen     |
| 5     | Thailand            | Luksika Kumkhum  |
| 5     | Russland            | Julija Putinzewa |
| 5     | Tunesien            | Ons Jabeur       |

### Doppel
| Platz | Land                | Spieler                          |
| ----- | ------------------- | -------------------------------- |
| 1     | Volksrepublik China | Tang Haochen Zheng Saisai        |
| 2     | Slowakei            | Jana Čepelová Chantal Škamlová   |
| 3     | Ungarn Belgien      | Tímea Babos An-Sophie Mestach    |
| 4     | Russland            | Julija Putinzewa Darja Gawrilowa |
| 5     | Japan               | Sachie Ishizu Mutaguchi Emi      |
| 5     | Rumänien Tunesien   | Cristina Dinu Ons Jabeur         |
| 5     | Dänemark Belarus    | Mai Grage Ilona Kremen           |
| 5     | Ukraine             | Sofija Kowalez Elina Switolina   |